# Leandro Marcolini Pedroso de Almeida
Leandro Marcolini Pedroso de Almeida, más conocido como Leandro de Almeida, (Cornélio Procópio, 19 de marzo de 1982) es un exfutbolista brasileño, nacionalizado húngaro, que jugaba de defensa. Fue internacional con la selección de fútbol de Hungría.
Se retiró al término de la temporada 2020-21.

## Carrera internacional
Aunque Leandro nació en Brasil, muy joven, a la edad de 17 años, llegó al MTK Budapest, lo que hizo que obtuviese la nacionalidad húngara pronto para ser internacional sub-21 con Hungría.
En 2004 debutó con la selección de fútbol de Hungría absoluta, disputando 16 partidos con la selección hasta 2015, cuando dejó el fútbol de selecciones.

## Clubes
| Club                         | País    | Año       |
| ---------------------------- | ------- | --------- |
| MTK Hungária                 | Hungría | 1999-2000 |
| Büki TK Bükfürdő             | Hungría | 2000      |
| Szombathelyi Haladás         | Hungría | 2001-2002 |
| Ferencváros TC               | Hungría | 2002-2006 |
| Atlético Paranaense (cedido) | Brasil  | 2005      |
| Debrecen                     | Hungría | 2006-2009 |
| Omonia Nicosia               | Chipre  | 2010-2015 |
| Ferencváros TC               | Hungría | 2015-2020 |

## Palmarés

### Títulos nacionales
| Título                     | Club                | País    | Año  |
| -------------------------- | ------------------- | ------- | ---- |
| Copa de Hungría            | MTK Hungária        | Hungría | 2000 |
| Copa de Hungría            | Ferencváros TC      | Hungría | 2003 |
| Copa de Hungría            | Ferencváros TC      | Hungría | 2004 |
| Nemzeti Bajnokság I        | Ferencváros TC      | Hungría | 2004 |
| Campeonato Paranaense      | Atlético Paranaense | Brasil  | 2005 |
| Nemzeti Bajnokság I        | Debrecen            | Hungría | 2007 |
| Supercopa de Hungría       | Debrecen            | Hungría | 2007 |
| Copa de Hungría            | Debrecen            | Hungría | 2008 |
| Nemzeti Bajnokság I        | Debrecen            | Hungría | 2009 |
| Supercopa de Hungría       | Debrecen            | Hungría | 2009 |
| Primera División de Chipre | Omonia Nicosia      | Chipre  | 2010 |
| Supercopa de Chipre        | Omonia Nicosia      | Chipre  | 2010 |
| Copa de Chipre             | Omonia Nicosia      | Chipre  | 2011 |
| Copa de Chipre             | Omonia Nicosia      | Chipre  | 2012 |
| Supercopa de Chipre        | Omonia Nicosia      | Chipre  | 2012 |
| Supercopa de Hungría       | Ferencváros TC      | Hungría | 2015 |
| Nemzeti Bajnokság I        | Ferencváros TC      | Hungría | 2016 |
| Copa de Hungría            | Ferencváros TC      | Hungría | 2016 |
| Copa de Hungría            | Ferencváros TC      | Hungría | 2017 |
| Nemzeti Bajnokság I        | Ferencváros TC      | Hungría | 2019 |
| Nemzeti Bajnokság I        | Ferencváros TC      | Hungría | 2020 |